# Nurmagomed Shanavazov
Nurmagomed Magomedsandovich Shanavazo (en ruso: Нурмагомед Магомедсандович Шанавазов) (Majachkalá, Rusia, 19 de febrero de 1965) es un deportista olímpico ruso, representante de la antigua Unión Soviética, y que compitió en boxeo, en la categoría de peso semipesado y que consiguió la medalla de plata en los Juegos Olímpicos de Seúl 1988.

## Palmarés internacional
| Juegos Olímpicos | Juegos Olímpicos     | Juegos Olímpicos | Juegos Olímpicos |
| Año              | Lugar                | Medalla          | Prueba           |
| ---------------- | -------------------- | ---------------- | ---------------- |
| 1988             | Seúl (Corea del Sur) | Medalla de plata | Peso semipesado  |